# Jasol
Jasol fou un estat tributari protegit de l'Índia a Rajputana, un jagir feudatari de Jodhpur amb capital a Jasol a 25° 49′ N, 72° 13′ E / 25.817°N,72.217°E a la riba del riu Lini i a 3 km de l'estació ferroviària de Balotra, amb una població el 1901 de 2.543 habitants. L'estat estava format per 72 pobles i el seu thakur pagava un tribut de 2.100 rúpies al darbar de Jodhpur. A uns 8 km al nord-oest de la capital hi ha les ruïnes de Kher, antiga capital de Mallani, i al sud-oest les restes de la ciutat de Nagar. A Jasol viuen molt descendents del primitius colons rajputs rathors. Un membre de la nissaga governant del clan mahecha dels rathors, Thakur Jaswant Singh, fou ministre d'afers exteriors de l'Índia (1998) i de finances (2002).